# Blepisanis circumdata
Blepisanis circumdata är en skalbaggsart. Blepisanis circumdata ingår i släktet Blepisanis och familjen långhorningar.

## Underarter
Arten delas in i följande underarter:
- B. c. circumdata
- B. c. pilosicollis